# Albert Püllenberg
Albert Püllenberg (1913 – 1991) fue un ingeniero alemán, pionero en el desarrollo de los cohetes modernos.
El Régimen nazi prohibió la cohetería civil en 1934, pero Puellenberg continuó con sus pruebas hasta 1938, en que construyó su altamente sofisticado, para la época, VR12, que fue el último cohete desarrollado por una sociedad privada en Alemania hasta 1956.
El primer cohete que desarrolló y lanzó, en 1931, fue denominado VR1. Hacia 1933 su grupo de investigación había desarrollado, a escala, muchas de las innovaciones que más tarde serían desarrolladas independientemente para el misil V2 de Wernher von Braun.
En 1935 el grupo de Puellenberg se disolvió y se les prohibió hacer pruebas desde Hannover, donde habían hecho sus experimentos anteriores. Algunos de los discípulos de Puellenberg se unirían a Von Braun en Peenemünde.
Puellenberg continuó en secreto el desarrollo de su cohete definitivo, el VR12, que funcionó con éxito en pruebas estáticas.